# 欧西蒙
欧西蒙（法語：Haussimont，法語發音：[osimɔ̃]）是法国马恩省的一个市镇，位于该省南部，属于埃佩尔奈区。

## 地理
欧西蒙（48°44'55"N, 4°9'59"E）面积17.63 平方千米，位于法国大東部大區马恩省，该省份为法国东北部内陆省份，北起阿登省，西北接埃纳省，西南接塞纳-马恩省，南至奥布省，东南接上马恩省，东临默兹省。
与欧西蒙接壤的市镇（或旧市镇、城区）包括：比西莱特雷、蒙泰普勒、索姆苏、瓦西蒙和沙普拉讷。

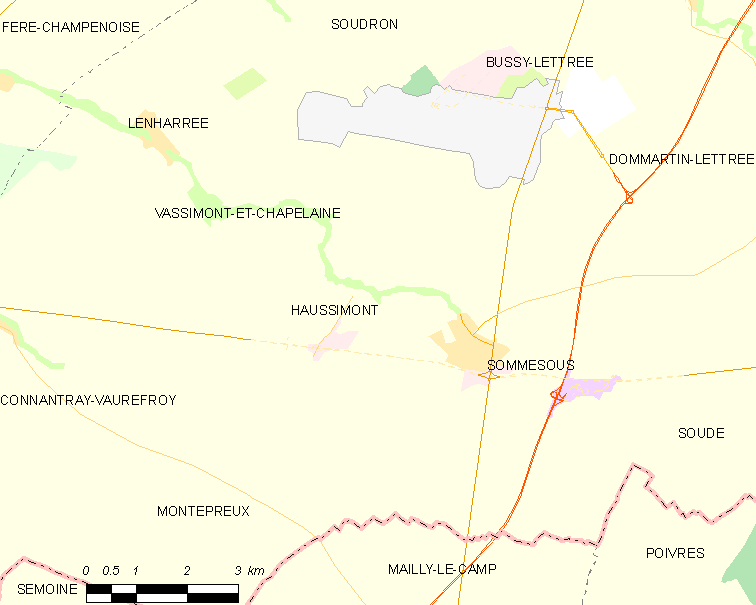
欧西蒙的OSM定位图

欧西蒙的时区为UTC+01:00、UTC+02:00（夏令时）。

## 行政
欧西蒙的邮政编码为51320，INSEE市镇编码为51285。

## 政治
欧西蒙所属的省级选区为香槟沙隆第三县。

## 人口

1962-2008年间欧西蒙人口变化图示

欧西蒙于2022年1月1日时的人口数量为139人。